# Eduard Hauser (ski de fond)
Pour les articles homonymes, voir Eduard Hauser.
Eduard Edi Hauser, né le 26 novembre 1948, est un ancien fondeur suisse.
Il obtient une médaille de bronze en relais 4 × 10 km des Jeux olympiques d'hiver de 1972 à Sapporo avec Albert Giger, Alois Kälin et Alfred Kälin.
Il s'illustre également en course en montagne. En 1973, il remporte la course Sierre-Montana ex æquo avec Albrecht Moser, en l'absence du favori Werner Dössegger. Il remporte la première édition de Sierre-Zinal en 1974 en battant le grand favori, le Belge Gaston Roelants.

## Palmarès

### Jeux Olympiques
| Épreuve / Édition | Sapporo 1972 | Innsbruck 1976 | Lake Placid 1980 |
| 15km              | 11e          | 17e            |                  |
| 30km              | 14e          | 25e            | 15e              |
| 4 × 10km          | Bronze       | 5e             | 7e               |